# Premio Nacional de Humanidades y Ciencias Sociales de Chile
El Premio Nacional de Humanidades y Ciencias Sociales de Chile fue creado mediante la ley 19169 de 1992. Se otorga «al humanista, científico o académico, que se haya distinguido por su aporte en el ámbito de las Ciencias Humanas» (artículo 8.º de la referida ley). El área de historia tiene su propio Premio Nacional.
El Premio, que se concede cada dos años, consiste en un diploma, la suma $6 576 457 (pesos chilenos) de 1993 reajustados según el IPC y una pensión vitalicia mensual de 20 UTM.
Forma parte de los Premios Nacionales de Chile, siendo otorgado por el presidente de la República.

## Lista de galardonados con el Premio Nacional de Humanidades y Ciencias Sociales
| Año  | Nombre                                | Especialidad          | Fotografía |
| ---- | ------------------------------------- | --------------------- | ---------- |
| 1993 | Félix Schwartzmann (1913-2014)        | Filósofo              |            |
| 1995 | Aníbal Pinto Santa Cruz (1919-1996)   | Economista            |            |
| 1997 | Juan de Dios Vial Larraín (1924-2019) | Abogado y filósofo    |            |
| 1999 | Humberto Giannini Iñiguez (1927-2014) | Filósofo              |            |
| 2001 | Francisco Orrego Vicuña (1942-2018)   | Abogado               |            |
| 2003 | José Zalaquett Daher (1942-2020)      | Abogado               |            |
| 2005 | Ricardo Ffrench-Davis Muñoz (1936-)   | Economista            |            |
| 2007 | Manuel Antonio Garretón (1936-)       | Sociólogo             |            |
| 2009 | Agustín Squella Narducci (1944-)      | Abogado y periodista  |            |
| 2011 | Carla Cordua Sommer (1925-)           | Filósofos             |            |
| 2011 | Roberto Torretti Edwards (1930-2022)  | Filósofos             |            |
| 2013 | Sonia Montecino Aguirre (1954-)       | Antropóloga           |            |
| 2015 | Tomás Moulian Esparamza (1939-)       | Sociólogo             |            |
| 2017 | Elizabeth Lira Kornfeld (1944-)       | Psicóloga             |            |
| 2019 | Marcos García de la Huerta (1937-)    | Ingeniero y filósofo  |            |
| 2021 | José Rodríguez Elizondo (1936-)       | Abogado               |            |
| 2023 | Gastón Soublette Asmussen (1927-2025) | Filósofo y musicólogo |            |